# Cookeilanden
De Cookeilanden (Cookeilandmaori: Kūki 'Āirani genaamd, Engels: Cook Islands) zijn een archipel van 15 eilanden in het zuidelijke deel van de Grote Oceaan, in vrije associatie met Nieuw-Zeeland. De  eilanden hebben een totale landoppervlakte van 236 km², de exclusieve economische zone (EEZ) is met 1.800.000 km² echter meer dan 7.500 keer zo groot.
De grootste populatie inwoners concentreert zich op het eiland Rarotonga (14.153 inwoners in 2006), waar zich ook de internationale luchthaven bevindt. Buiten de Cookeilanden wonen er in Nieuw-Zeeland zo'n 58.000 mensen die zouden afstammen uit de Cookeilanden. Hoewel alle inwoners van de Cookeilanden officieel inwoner zijn van Nieuw-Zeeland, hebben ze een eigen status als Cookeilander.
Met meer dan 90.000 bezoekers in 2006 is toerisme de belangrijkste industrie van het land, ver voor offshorebanking, de parelindustrie en de fruitexport.

## Geschiedenis
Volgens de legendes van de Cookeilanden worden de eilanden al honderden, zo niet duizenden jaren bevolkt. Feit is dat de Cookeilanden in de zesde eeuw voor het eerst werden bevolkt door Polynesiërs, die vanuit het zuidoosten uit het nabijgelegen Tahiti migreerden. Van oorsprong zijn de bewoners dus ook nauw verwant aan de Maori's.
De eerste schriftelijke overdragingen over deze eilandengroep zijn die van de Spanjaarden die in de late zestiende eeuw enkele malen bij de eilanden aanmeerden. De eilanden zijn echter genoemd naar de Engelse ontdekkingsreiziger Kapitein James Cook, die ze in 1773 en 1777 bezocht. Cook gaf de eilanden de naam "Hervey Islands". De Russen gaven de eilanden, ter ere van Cook, omstreeks 1820 de naam "Cook Islands".
In 1821 arriveerden de eerste Engelse missionarissen. Het christendom vond vrij spoedig een grote aanhang en veel eilandbewoners zijn er tot op de dag van vandaag aanhangers van.
De Cookeilanden werden op eigen verzoek een Brits protectoraat in 1888; dit moet gezien worden als een reactie op het Franse expansionisme in die jaren. In 1901 werden de eilanden onder het protectoraat van Nieuw-Zeeland gesteld. Dat bleef zo tot 1965, het jaar waarin de eilanden zelfbestuur kregen.
Nadat de eilanden autonomie verkregen, werd Albert Henry van de Cook Islands Party verkozen als de eerste minister-president. In 1978 werd Henry opgevolgd door Tom Davis van de Democratic Party.
Op 11 juni 1980 tekenden de Verenigde Staten een overeenkomst met Nieuw-Zeeland waarmee ze de maritieme grenzen tussen de Cookeilanden en Amerikaans-Samoa vaststelden en waarmee ze hun claim op Penrhyn, Pukapuka, Manihiki en Rakahanga opgaven.

## Geografie

### Algemene geografie
De Cookeilanden liggen in de zuidelijke Grote Oceaan, ten noordoosten van Nieuw-Zeeland, tussen Niue, Samoa en Tokelau in het westen en Frans-Polynesië in het oosten. De 15 eilanden hebben een totale landoppervlakte van 236 km² en zijn verspreid over 2,2 miljoen vierkante kilometer oceaan. Alle Cookeilanden zijn atollen; door de combinatie van vulkanische activiteit en koraalgroei ontstaan.
De eilanden zijn onderverdeeld in twee groepen: de Zuidelijke Cookeilanden, waarop de bevolking grotendeels is geconcentreerd, en de Noordelijke Cookeilanden. De negen Zuidelijke Cookeilanden zijn in verhouding hoger en jonger dan de zes Noordelijke, die alle atollen zijn. Ook onder de Zuidelijke Cookeilanden bevinden zich enkele eilanden die feitelijk een atol zijn. Het hoogste punt van de Cookeilanden is de Te Manga (652 m) op het hoofdeiland Rarotonga.
Een overzicht van de eilanden:
- Noordelijke Cookeilanden:
  - Manihiki
  - Nassau
  - Penrhyn
  - Pukapuka
  - Rakahanga
  - Suwarrow (onbewoond).
- Zuidelijke Cookeilanden:

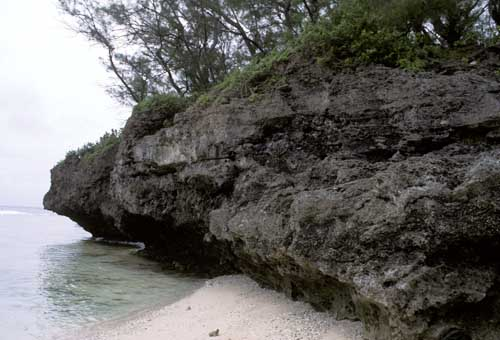
Kliffen van het eiland Atiu

- - Nga-pu-Toru (De groepsnaam voor de meest oostelijke eilanden van de Zuidelijke Cookeilanden):
    - Atiu
    - Mauke
    - Mitiaro
    - Takutea (onbewoond)

  - Overige Zuidelijke Cookeilanden:
    - Aitutaki
    - Mangaia
    - Manuae (onbewoond)
    - Palmerstoneiland
    - Rarotonga (hoofdeiland)

### Geologie
Op de Cookeilanden kunnen we de vijf soorten eilandsystemen terugvinden, die men tegenkomt op de Stille Oceaan.
| Type eiland | Kenmerken | Eilanden                                                               |
| ----------- | --- | ---------------------------------------------------------------------- |
| Hoog eiland | Een eiland met vulkanische oorsprong.                                                                         | Rarotonga                                                              |
| Laag eiland | Een eiland dat ontstaan is als gevolg van sedimentatie op een koraalrif of door opheffing.                    | Atiu, Mangaia, Mauke en Mitiaro                                        |
| Zandbank    | Een klein eiland of motu, dat gevormd is uit zand en koraal.                                                  | Nassau en Takutea                                                      |
| Bijna-atol  | Een atol, dat nog niet volledig gevormd is.                                                                   | Aitutaki                                                               |
| Atol        | Een ringvormig eiland van koraal, dat ontstaan is door relatieve zeespiegelstijging en erosie van het eiland. | Manihiki, Manuae, Palmerston, Pukapuka, Rakahanga, Suwarrow en Penrhyn |

De Cookeilanden liggen op de grootste tektonische plaat van de wereld. Geologisch kan men de Cookeilanden opdelen in twee grote delen: de Noordelijke Cookeilanden en de Zuidelijke Cookeilanden. De oudere Noordelijke Cookeilanden zijn alle geëvolueerd in atollen zonder ondergrondse grotten. Ook zijn hier geen sporen van karst terug te vinden. Al deze atollen liggen op het onder water gelegen Manihiki Plateau, dat op zo'n 3000 meter diepte ligt. De Zuidelijke Cookeilanden, die jonger zijn en ongeveer 90% van de totale landoppervlakte bedekken, hebben een vulkanische oorsprong. Het grootste eiland Rarotonga is zo'n vulkanisch eiland dat 653 meter boven het zeeniveau uitsteekt. Rarotonga werd 2 miljoen jaar geleden gevormd als gevolg van een hoge vulkanische activiteit in het gebied. De overige vier eilanden in het zuiden (Atiu, Mangaia, Mauke en Mitiaro) hebben een complexe geologische structuur met sporen van karst en een vertakt grottensysteem. De vorming van deze laatste vier gebeurde zo'n 10 miljoen jaar geleden.
De Zuidelijke Cookeilanden zijn gekenmerkt door de steile kusten. Deze zijn ontstaan na jaren van kalkophoping. Deze ophoping is een natuurlijke bescherming voor de reserves van zoet water op de eilanden. Mineralen voor mijnbouw zijn echter niet te vinden op de Cookeilanden. Er is wel onderzoek gebeurd naar mineralen zoals mangaanknollen en kobalt in de exclusieve economische zone van de Cookeilanden. Daarvan zouden de Cookeilanden met 7,5 miljoen ton een van de grootste reserves hebben. Maar tot op dit moment zijn er nog geen ontginningen gebeurd.

### Klimaat
Op de Cookeilanden heerst een tropisch maritiem klimaat, met een duidelijk regenseizoen van november tot april en een droog seizoen van mei tot oktober. Tijdens het regenseizoen, waarin ook de tropische cyclonen voorkomen, valt twee derde van alle regen van een heel jaar. Cyclonen vormen zich meestal ten westen van de Noordelijke Cookeilanden, en bewegen dan in zuidelijke richting tot 15° zuiderbreedte, waarna ze in zuidoostelijke richting bewegen. Tijdens El Niño merkt men op dat de cyclonen in de buurt van de Noordelijke Cookeilanden richting Frans-Polynesië gaan. Dit geeft een scherpe daling van de regenval (tot 60%) op de zuidelijke eilanden, terwijl op de Noordelijke Cookeilanden de regenval met wel 200% kan toenemen. Tijdens de La Niña gebeurt het omgekeerde.
Gedurende bijna het hele jaar worden de Cookeilanden overheerst door passaatwinden, die het sterkst zijn gedurende de wintermaanden. De gemiddelde jaarlijkse temperatuur varieert van 21 °C tot 28 °C, en is grotendeels afhankelijk van de huidige El Niño.
| Periode                                 | Gemiddelde temperatuur | Gemiddelde temperatuur | Gemiddelde temperatuur | Totale regenval | Totale regenval | Totale regenval | Aantal uren zonlicht |
| Periode                                 | Rarotonga              | Aitutaki               | Penrhyn                | Rarotonga       | Aitutaki        | Penrhyn         | Rarotonga            |
| --------------------------------------- | ---------------------- | ---------------------- | ---------------------- | --------------- | --------------- | --------------- | -------------------- |
| 2005                                    | 24,6                   | 25,5                   | 29,0                   | 1,969           | 793             | 1,179           | 2,099                |
| 2006                                    | 24,8                   | 25,5                   | 29,1                   | 2,246           | 1,460           | 1,882           | 2,169                |
| 2007                                    | 25,5                   | 25,3                   | 29,0                   | 1,991           | 1,828           | 2,024           | 2,084                |
| 2008                                    | 25,0                   | 26,1                   | 28,5                   | 1,991           | 1,358           | 1,213           | 2,088                |
| 2009                                    | 24,3                   | 26,1                   | 28,9                   | 1,657           | 1,230           | 1,356           | 2,282                |
| Bron: Meteorological Office, Rarotonga. |                        |                        |                        |                 |                 |                 |                      |

### Bodem en hydrografie

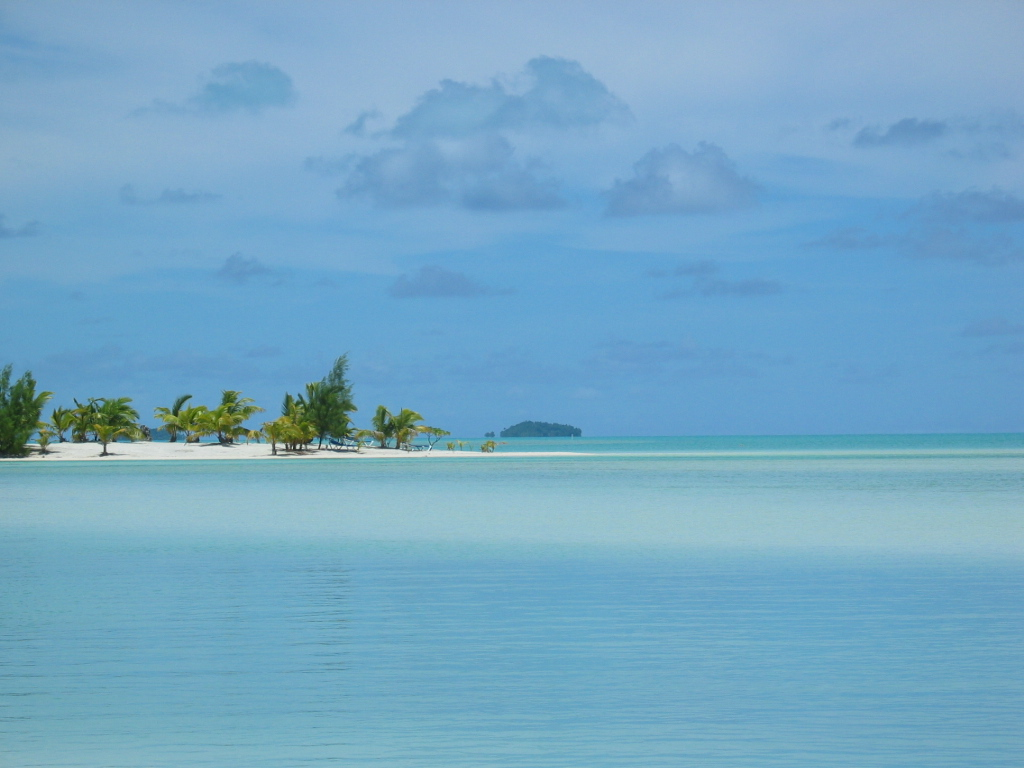
De lagune van het atol Aitutaki. De meeste Cookeilanden hebben geen natuurlijke zoetwaterreserves of rivieren.

De bodem van de verschillende Cookeilanden is afhankelijk van het eiland systeem. We kunnen hier een opdeling maken aan de hand van de ligging. De bodem van de Noordelijke Cookeilanden is gelijkaardig aan deze van andere atollen in Oceanië. Ze zijn opgebouwd uit koraal, waarboven een dunne laag organisch materiaal ligt. De bodem is voedselarm, poreus en ze is bijna enkel geschikt voor kokospalmen, pandanus en enkele andere soorten tropische planten. Door de inwoners wordt in waterrijk gebied taro geteeld. De bodem van de meeste Zuidelijke eilanden is daarentegen van vulkanische oorsprong en dus vruchtbaarder. Hierdoor zijn ze meer geschikt voor landbouw. De laaglanden van deze eilanden worden gedomineerd door vruchtbare alluviale bodems. Het binnenland van Atiu en het hele eiland van Rarotonga zijn blootgesteld aan sterke erosie, mede door de ananasplantages.
Het weinige water dat door de grond van de noordelijke eilanden sijpelt is licht brak, en is uitgeput. Om de eilanders van drinkbaar water te voorzien moeten ze dus regenwater opslaan in speciale tanks. Op Pukapuka, Nassau en Rakahanga zijn er waterputten waar het regenwater wordt opgeslagen. Op de vulkanische eilanden in het zuiden is het grondwater wel van goede kwaliteit. Op Rarotonga en Mangaia haalt men water uit bronnen en kleine beekjes. Op de andere eilanden halen ze hun water uit grote grondwaterreserves.

## Politiek
De Cookeilanden beschikken over zelfbestuur en zijn dus volledig verantwoordelijk voor binnenlandse zaken. Door middel van een vrije associatie zijn de eilanden verbonden met Nieuw-Zeeland. Nieuw-Zeeland draagt wel, altijd in overleg met het bestuur van de Cookeilanden, de verantwoordelijkheid voor enkele buitenlandse zaken, zoals defensie. Recentelijk hebben de Cookeilanden het buitenlands beleid meer naar zich toegetrokken. Sinds 2005 hebben de eilanden diplomatieke relaties met 18 andere landen.
De uitvoerende macht ligt op de Cookeilanden bij de regering. De wetgevende macht wordt gedeeld door de regering en het parlement. De rechtspraak is onafhankelijk van de uitvoerende en wetgevende macht.

## Bestuurlijke indeling
Buiten het hoofdeiland Rarotonga, dat geen lokaal bestuur meer heeft, bestaan eilandraden (island councils), en daaronder dorpsraden (village councils).

## Sport
Rugby is een populaire sport op de Cookeilanden. De Cookeilanden hebben ook een eigen voetbal- en honkbalteam.